# Сан-Роке (Олівейра-де-Аземейш)
Сан-Роке (порт. São Roque; МФА: [ˈsɐ̃w ˈʁo.kɨ]) — парафія в Португалії, у муніципалітеті Олівейра-де-Аземейш. Розташована в західній частині країни, на теренах історичної португальської провінції Бейра. Входить до складу округу Авейру. За адміністративним поділом, чинним до 1976 року, терени парафії були складовою провінції Берегова Бейра. Належить до Авейрівської діоцезії Католицької церкви. Патрон — святий Петро. Площа — 7,0529 км². Населення — 5228 ос. (2011). Середньо урбанізований регіон. Густота населення — 741,26 осіб/км²
. Код — 011318.

## Населення
| Кількість мешканців | Кількість мешканців | Кількість мешканців | Кількість мешканців | Кількість мешканців | Кількість мешканців | Кількість мешканців | Кількість мешканців | Кількість мешканців | Кількість мешканців | Кількість мешканців | Кількість мешканців | Кількість мешканців | Кількість мешканців | Кількість мешканців |
| ------------------- | ------------------- | ------------------- | ------------------- | ------------------- | ------------------- | ------------------- | ------------------- | ------------------- | ------------------- | ------------------- | ------------------- | ------------------- | ------------------- | ------------------- |
| 1864                | 1878                | 1890                | 1900                | 1911                | 1920                | 1930                | 1940                | 1950                | 1960                | 1970                | 1981                | 1991                | 2001                | 2011                |
| 897                 | 1.022               | 1.086               | 1.087               | 1.390               | 1.565               | 1.735               | 2.194               | 2.379               | 2.823               | 3.719               | 4.395               | 5.156               | 5.480               | 5.228               |